# À la minute

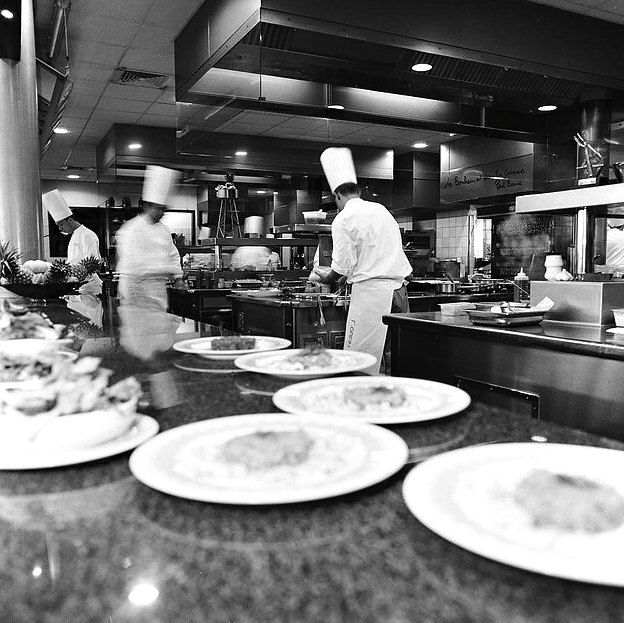
„à la minute“-Zubereitung von verschiedenen Gerichten in der Küche eines Gourmetrestaurants (hier im L’Auberge du Pont de Collonges von Paul Bocuse)

Als à la minute (französisch etwa für „auf die Minute genau“) wird in der Gastronomie die Zeitplanung der Zubereitung von Speisen bezeichnet, die genau dann, wenn sie serviert werden sollen, auch gerade fertig zubereitet sein müssen. Ziel ist es, verschiedene Gerichte bei Bestellungen „à la carte“ gleichzeitig bzw. bei Menüs den Folgegang im richtigen Moment servieren zu können, ohne dass die Qualität durch Warmhalten oder Kaltstellen beeinträchtigt wurde.
Der Begriff à la minute betrifft oft Saucen sowie kleinere Fleischstücke, die sogleich nach ihrer Fertigstellung serviert werden müssen. Eine À-la-minute-Sauce wird üblicherweise in der Pfanne oder dem Topf, in dem die Hauptspeise zubereitet wurde, hergestellt und nutzt den Bratensatz oder eine Grundsauce als Basis. Butter wird oft in Saucen à la minute montiert. Allgemein neigen Saucen dazu, „am frischesten und saubersten“ zu wirken und auszufallen, wenn sie à la minute fertiggestellt werden.
Das Kochen à la minute setzt genügend erfahrene Köche und Kellner voraus und wird deshalb in der Regel nur in gehobenen Restaurants praktiziert.